# Complexo Desportivo da Covilhã
O Complexo Desportivo da Covilhã é um complexo desportivo da Covilhã, destinando-se à prática de futebol e outras modalidades. Possui um dos estádios de futebol municipais da cidade serrana, pode albergar 3 000 espectadores e iluminação artificial. Foi inaugurado em Julho de 2003.
Apesar de ser mais conhecido a nível nacional pela prática do futebol, através do Sporting da Covilhã que usou o estádio durante nove anos, o Complexo tem também infraestruturas para voleibol, badminton e atletismo (pista no estádio), possuindo ainda diversos equipamentos de apoio à prática de atividade desportiva, profissional ou amadora.